# Loi sur les valeurs mobilières (Québec)
Pour les articles homonymes, voir Loi sur les valeurs mobilières.
La Loi sur les valeurs mobilières est la principale loi régissant le droit des valeurs mobilières au Québec. 

## Principales dispositions
Parmi les principales dispositions de la loi, au titre I, l'art. 1 LVM contient une énumération des titres visés et une définition du contrat d'investissement, l'art. 3 LVM contient les formes d'investissement dispensés de l'application de la loi, l'art. 5 LVM définit les notions de fait important et de placement.
Au titre II, l'art. 11 LVM prévoit une période silencieuse où il est interdit de parler aux investisseurs, l'art 12 LVM crée l'obligation d'établir un prospectus provisoire, l'art. 13 LVM prévoit une obligation résiduelle de résultat d'inclure toute l'information véridique au prospectus en cas de silence du règlement, les art. 14-15 LVM donne un pouvoir discrétionnaire à l'AMF d'apposer son visa au prospectus. Les art. 16, 21 ,22 LVM prévoient une période de commercialisation où les courtiers peuvent sonder l'intérêt des investisseurs, l'art. 29 LVM exige que le prospectus définitif soit transmis au courtier dans un délai de deux jours , l'art. 30 LVM  dit que l’investisseur a un droit de résolution unilatérale dans les 2 jours de réception du prospectus, l'art. 40.1 déclare que les prospectus rédigés en anglais doivent être traduits vers le français, l'art. 41 (1) LVM prévoit des dispenses aux titres garantis par l'État, 
Au titre III, l'art. 68 LVM précise le champ d'application du régime d'information continue à l'émetteur assujetti, l'art. 73 LVM prévoit une obligation de déclarer immédiatement l'information occasionnelle au sujet d'un changement important, l'art. 89 LVM définit qui sont les initiés primaires, l'art. 96 LVM prévoit l'obligation du nouvel initié de produire une déclaration initiale à l'AMF, l'art. 97 traite des modalités pour déposer une déclaration initiale.
Au titre VII, l'art. 189 LVM étend l'infraction de délit d'initiés au-dela des initiés primaires de l'art. 89 LVM.
Au titre VIII, les art. 218 et 220 LVM créent un régime de responsabilité sans faute pour les administrateurs, dirigeants, courtiers et experts avec obligation de résultat pour l'émetteur, de même qu'un renversement du fardeau de preuve, l'art. 225.02 crée une présomption de lien de causalité,  l'art. 225.8 LVM et suivants prévoient les sanctions pour la publication d'un document contenant une information fausse et trompeuse, l'art. 226 prévoit que l'initié est tenu au préjudice subi, l'art. 227 LVM affirme que celui qui commet de délit d'initié doit céder le bénéfice résultant de l'opération interdite, 
Au titre IX, l'art. 273.1 LVM donne au tribunal le pouvoir de prononcer des sanctions administratives.
Au titre X, l'art. 276 LVM définit la mission de l'Autorité des marchés financiers.

## Règlements
Parmi les principaux règlements de la Loi sur les valeurs mobilières, il y a le règlement 14-101, règlement 41-101, le règlement 45-102 , le règlement 45-106 , le règlement 51-102  et le règlement 55-104 .